# ČD 372
De Baureihe 372 en 371 van het Škoda type 80E en later van het type 76E, is een elektrische locomotief bestemd voor het personenvervoer en voor het goederenvervoer voor de Československé státní dráhy (CSD).

## Geschiedenis
In de jaren 1970 besloot de Deutsche Reichsbahn (DR) tot het elektrificeren van het traject tussen Dresden en Schöna met een spanning van 15.000 volt wisselstroom 16 2/3 Hz. De locomotief werd ontwikkeld en gebouwd door Škoda Transportation in Pilsen. Van de elektrische installatie werd het wisselstroomdeel gebouwd door VEB Lokomotivbau Elektrotechnische Werke (LEW) „Hans Beimler“ in Hennigsdorf. In 1988 werden twee prototype locomotieven door Škoda Transportation van het type 80E gebouwd als DR 230 01 en CSD ES 499.2001 (later vernummerd in 372 001).
In 1991 werd de serie van 14 locomotieven van het type 76E gebouwd. De Československé státní dráhy (CSD), sinds 1 januari 1993 České dráhy (CD) had toen al een groot deel in het noorden van Tsjechië geëlektrificeerd met 3000 volt gelijkstroom. Het traject tussen Schöna en Děčín werd toen met diesellocomotieven overbrugd.

### Aanpassing
Door het verhogen van de snelheid tussen Berlijn en Dresden was het nodig om voor het personenvervoer de locomotieven aan te passen. Hierbij moest de snelheid van 120 km/h worden verhoogd tot 160 km/h. Volgens de fabrikant Škoda waren de draaistellen op papier geschikt voor een snelheid van 200 km/h. Deze snelheid is bij de proeflocomotieven nooit in de praktijk getest.
Voor de aanpassing kwamen alleen de proeflocomotief van de Deutsche Reichsbahn (DR) en van de České dráhy (CD). Ook werden vier locomotieven van de České dráhy (CD) verbouwd. Hierbij verkocht de Deutsche Bahn (DB) de proeflocomotief aan de České dráhy (CD). In totaal werden zes locomotieven aangepast.

## Constructie en techniek
De locomotief heeft een stalen frame. Op de draaistellen wordt elke as door een elektrische motor aangedreven.

### Nummers
De locomotieven zijn door de Československé státní dráhy (CSD) als volgt genummerd.
- 372 001: prototype, verbouwd en vernummerd in 371 001
- 372 002-005: 4 locomotieven verbouwd en vernummerd in 371 002-005
- 372 015: 1 locomotief verbouwd en vernummerd in 371 015
- 371 201: ex DR 180 001, overgenomen van de Deutsche Bahn (DB)

De volgende locomotieven zijn bij ČD Cargo (ČD) in gebruik:
- 372 006-014

## Treindiensten
De locomotieven werden door de Deutsche Reichsbahn (DR) en door de Československé státní dráhy (CSD) ingezet in het personenvervoer op traject tussen Berlijn en Praag. Na de verbouwing van een deel van de locomotieven worden uitsluitend locomotieven van de České Dráhy (CD) ingezet in het personenvervoer op traject tussen Berlijn en Praag.
De niet-verbouwde locomotieven worden door DB Schenker Rail (DB) en door de České dráhy (CD) ingezet in het goederenvervoer op traject tussen Duitsland en Tsjechië via Dresden – Děčín.

## Foto's

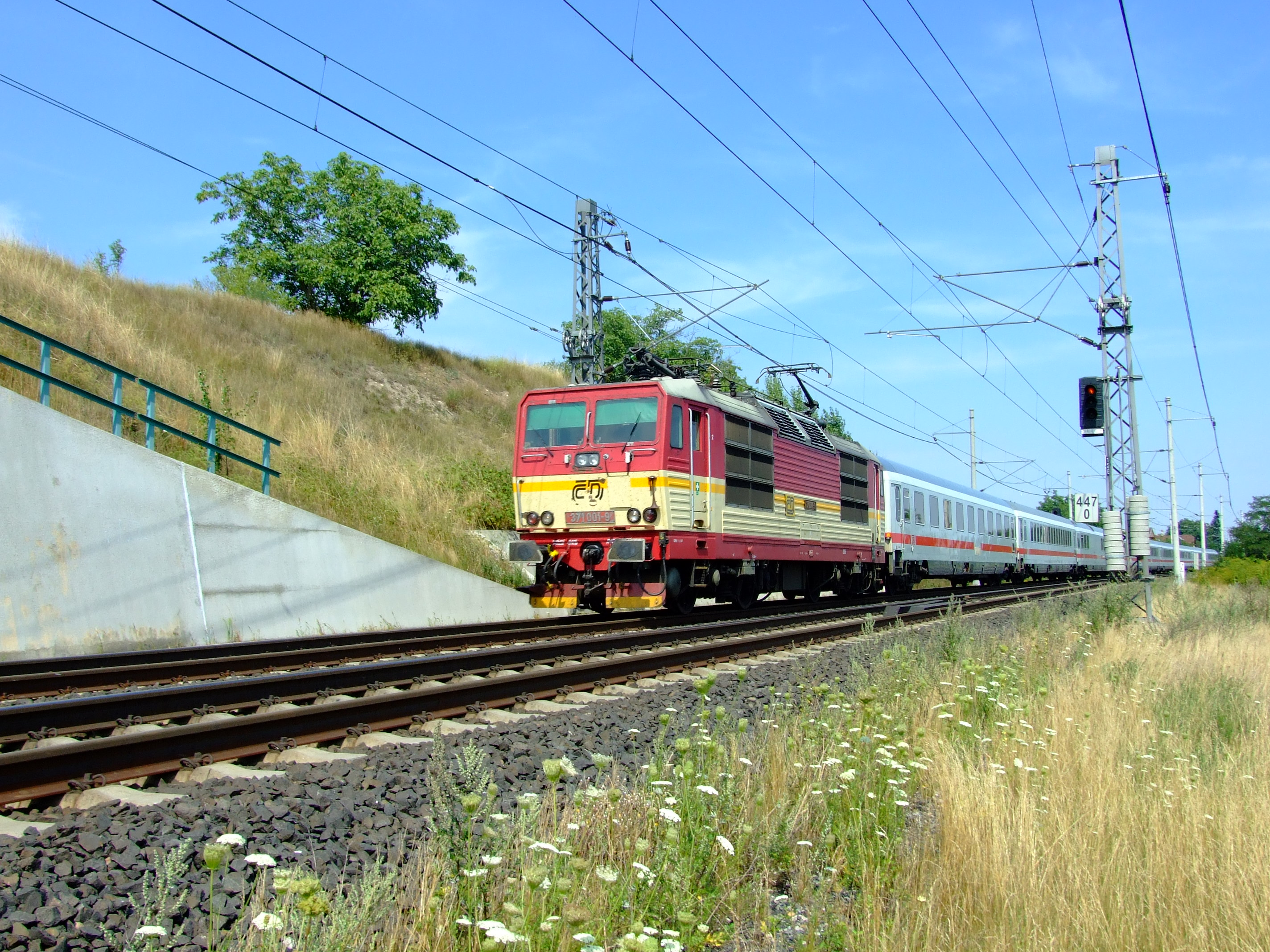
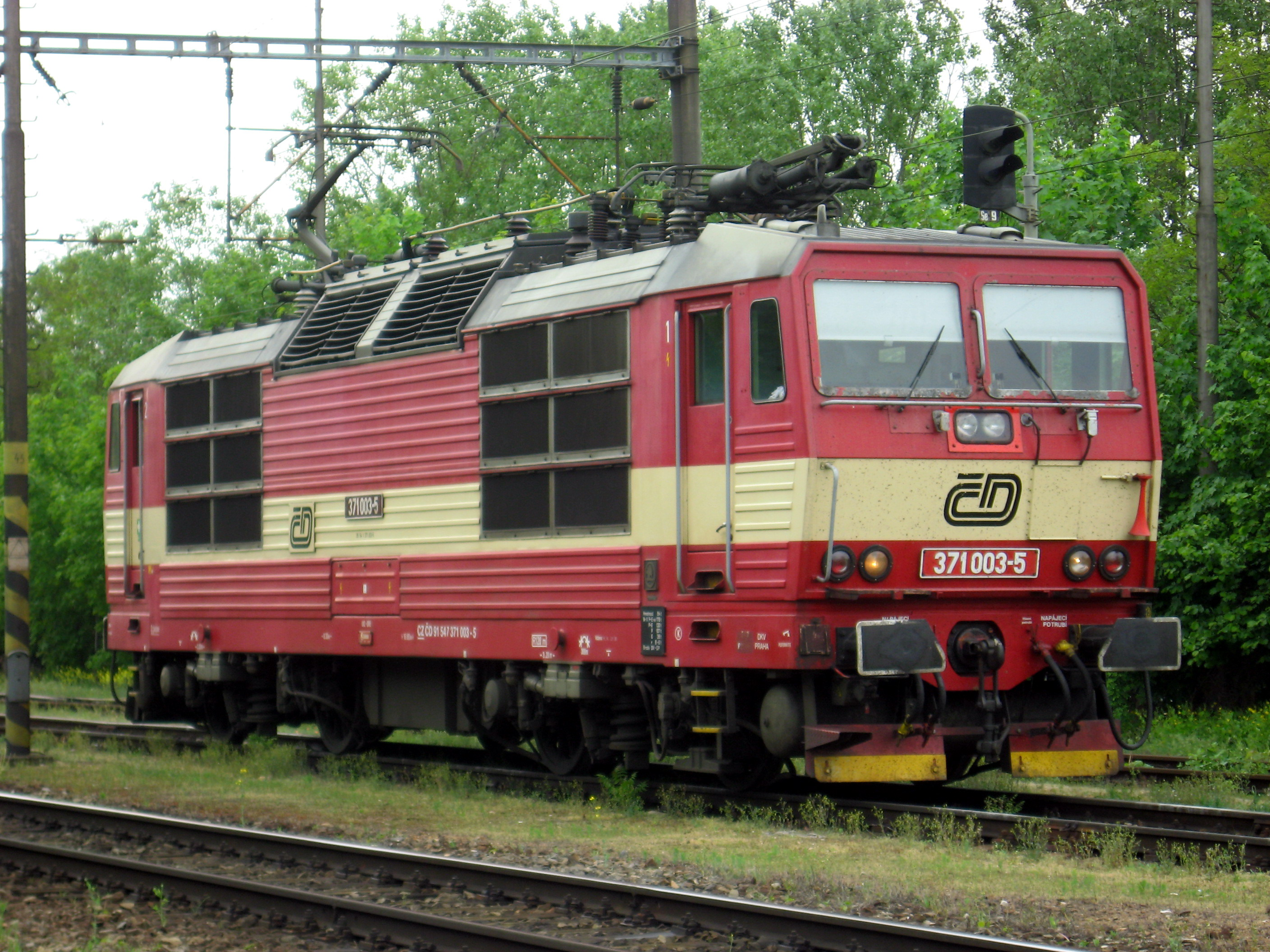
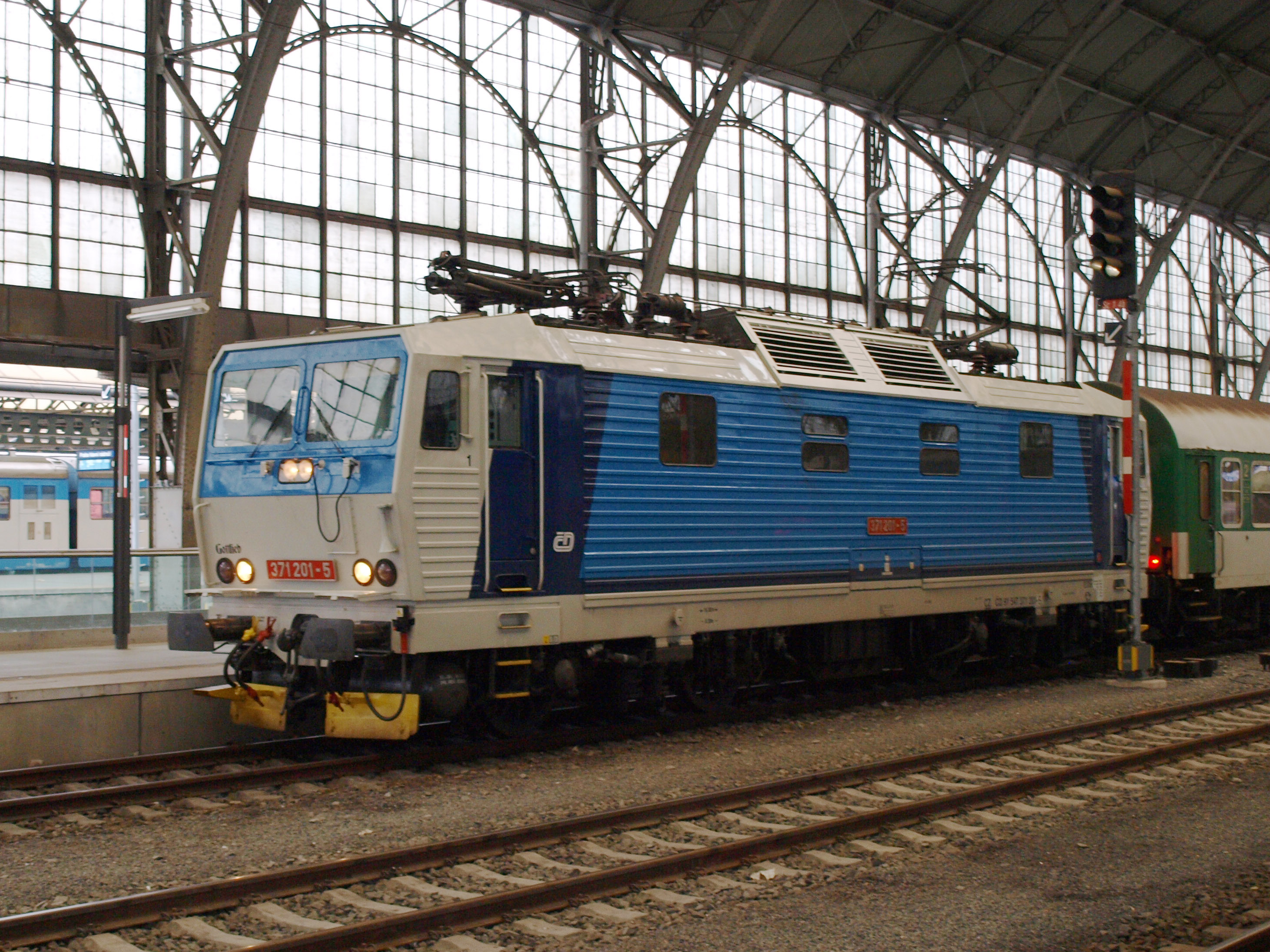
ČD 371 201, ex DR 230 001